# 神奈川県立藤沢総合高等学校
神奈川県立藤沢総合高等学校（かながわけんりつ ふじさわそうごうこうとうがっこう）は、神奈川県藤沢市長後に所在する公立の高等学校。
神奈川県立藤沢北高等学校と神奈川県立長後高等学校が統合するかたちで湘南地区初の総合学科の高校として2004年（平成16年）に設立された。校舎は長後高校のものを引き続き利用している。

## 設置学科
- 総合学科
  - グローバル教養系列　
  - 情報ビジネス系列
  - 生活デザイン系列
  - 芸術スポーツ系列

## 沿革
（沿革節の主要な出典は公式サイト）
- 2004年（平成16年）4月1日 : 神奈川県立藤沢総合高等学校開校（神奈川県立藤沢北高等学校・神奈川県立長後高等学校の再編統合）。初代校長 : 入江義雄任命される。 
  - 4月6日 : 第1回入学式挙行、生徒数男子104名、女子132名、計236名入学 。
- 2005年（平成17年）3月2日 : 第1回卒業式挙行、生徒数男子107名、女子111名、計218名卒業。 
  - 4月1日 : 神奈川県立藤沢総合高等学校教頭深堀広平、第2代校長に就任。
- 2008年（平成20年）4月1日 : 神奈川県立大清水高等学校副校長相場和生、第3代校長に就任 。
- 2013年（平成25年）4月1日 : 神奈川県立川崎北高等学校副校長増渕広美、第4代校長に就任。
  - 4月8日 : 第10回入学式挙行、生徒数男子99名、女子179名、計278名入学。

## アクセス
- 小田急江ノ島線長後駅から徒歩10分

## 校内行事
- 入学式
- 新入生遠足
- 文化祭（翡翠祭）
- 体育祭
- 藤総フェスティバル（球技大会ほか）- 年2回
- 遠足
- 研修旅行
- 卒業式

## 部活動

### 運動部
サッカー部、陸上競技部、バレーボール部、硬式野球部、テニス部、バスケットボール部、バドミントン部、柔道部、空手道部、剣道部、ハンドボール部、ダンス部、卓球部、ダブルダッチ部、(弓道部)、(ライフル射撃部)

### 文化部
吹奏楽部、演劇部、コンピュータ部、茶道部、軽音楽部、漫画研究部、美術部、家庭科部、書道部、写真部、競技かるた部、服飾研究部、ボランティア部、映像研究同好会、華道同好会

## 著名な出身者
- 旧・藤沢北高校出身者

- 旧・長後高校出身者
  - 浅田好未 （タレント、元パイレーツ）
- 藤沢総合高校出身者
  - 鈴木育美 （女子ラグビー選手、女子日本代表）
  - チロル （女性3人組ロックバンド、在学中に軽音楽部で結成）
  - 早坂翔 （サッカー選手）
  - 小濱菜摘（バスケットボール選手）
  - 金子きょんちぃ（お笑いトリオ・ぱーてぃーちゃん）